# Neolemonniera batesii
Neolemonniera batesii är en tvåhjärtbladig växtart som först beskrevs av Adolf Engler, och fick sitt nu gällande namn av Hermann Heino Heine. Neolemonniera batesii ingår i släktet Neolemonniera och familjen Sapotaceae. Inga underarter finns listade i Catalogue of Life.